# ただいまっ!うちカノジョ
『ただいまっ!うちカノジョ』は、モバイルファクトリーにより公開されていた恋愛シミュレーションゲーム。2012年12月20日GREEにて配信開始。GREEのほか、mobage、dゲーム、mixi、Ameba、Android、iPhoneでも配信されていたが、Android版以外2017年12月15日サービス終了。2014年7月19日より、iPhone、Androidにてフルボイス版『ようこそ!ファミーユへ』の配信も開始された。
2019 年 11 月 13 日(水)12:00には、Android版もサービス終了した。
。

## ゲームシステム

### ゲームの流れ
『おかえりなさいご主人様!!』と同様のスマートノベルシステムを採用している。キャラクター6人の中から1人を選び（ただし、美咲のみ他キャラクターをクリアしないと選べない）、チケットを消費しながらストーリーを進行させる。チケットは一定時間ごとに補充され、毎日ログインすることによって上限が最大8枚まで増える。ログインしないと最大チケット数が減る。
各キャラクターとも、ストーリー内のできごとをキャラクター側からの視点から描いた「裏話」が設定されており、コインかポイントを使うことでロックを解除できる。

### おみくじ
1日6回のおみくじをひくことによりポイントをためられる。ためたポイントはガチャに使ったり、裏話のロック解除に使える。

### ガチャ
ポイントを使ってガチャができる。チケット補充アイテムや特別イラストなどを得られる。

## ストーリー
不慮の事故で突然家をなくした主人公は途方に暮れ、サークルの先輩で親友のあおいに相談すると、あおいが住む男子禁制のシェアハウス「ファミーユ」に案内される。そこは女子高生や美人女子大生、さらに美人すぎる大家まで、すべてが女性というハーレム状態で、そこに運よく住めることになった主人公は、さまざまな女性たちとの甘く刺激的な生活を送ることになる。

## 登場人物

### 主人公
声 - なし
大学2年生。20歳。ファミーユ唯一の男子住人。最初は刺激的なハプニングから女の子たちに警戒されるが、やがてその優しい性格が受け入れられるようになっていく。ヒロイン達を呼ぶ時はそれぞれ蓮さん、アキちゃん、みつかちゃん、あおい、さやかさん、美咲さん。全員のシナリオで共通しており、さやかと美咲にたいしては敬語で話す。

### ヒロイン
声の出演は、『ようこそ!ファミーユへ』における配役。
霧生 蓮（きりゅう れん）
声 - 大西沙織
大学2年生。20歳。才色兼備、まさに男子憧れの"高嶺の花"。主人公のファミーユ入居初日に風呂上りの姿を見られ、最初は「私に近づかないで」と冷たくあしらわれる。しかし、実はまっすぐで優しく涙もろく、照れ屋な一面もある。漫画好きという意外な一面もあり、主人公との距離が近づくきっかけとなる。怪我の手当てなどの手際がよく、医学への造詣も深いが、父親との確執もあって医学への道を拒み続ける。主人公を除いてファミーユに最後に入居したこともあり、主人公を「くん」づけで呼ぶ以外は、年下のアキやみつかも含め全員を「さん」づけで呼ぶ。
桃原 アキ（ももはら アキ）
声 - 安野希世乃
大学1年生。18歳。ファミーユ4人目の入居者。現役大学生にして超売れっ子アイドル。上記蓮のハプニングもあり、当初は主人公を毛嫌いしていたが、ファンに囲まれて困っているときに助けてもらったり、大型ライブからの帰りを深夜まで待つなどの主人公の偽りのない優しさに少しずつ心を開いて行く。安野のアキ評は「意地っ張りな半面、人の優しさや愛に誰よりも敏感な女の子」。
伊吹 みつか（いぶき みつか）
声 - 木戸衣吹
高校3年生。17歳。ファミーユ最年少だが、ファミーユがシェアハウスとなる前から美咲と同居生活しており、美咲を除くヒロインの中では最も居住歴が長い。性格は非常にシャイで、特に男性が大の苦手だったため、主人公も最初は距離を置かれていた。一方で最年少ながら一番のしっかり者で、家事全般得意。特に料理はプロ級の腕前で、シャイな性格からなかなか溶け込めないあおいやさやかとの距離を近づけるためフランス料理のフルコースをふるまったり、「みつかの作る肉じゃが」と聞いただけでどちらかと言えばきつい性格のアキが表情を緩めるほど。照れる時の「はわわわ」「はうう～」が口癖。アキとは1学年差あるが、中学時代からの親友。
水沢 あおい（みずさわ あおい）
声 - 田所あずさ
大学3年生。21歳。美咲が自宅をシェアハウスとすることを決めた後最初の入居者（メンバーの中ではみつかに次ぐ2人目の入居者）。主人公と同じサークルの1年先輩だったが、何かと気が合い行動を共にしていたことで親友となる。そそっかしくお調子者な面のある一方で気配りが細やかで面倒見が非常によい。主人公にファミーユを紹介したのもあおいであり、他の女の子に警戒感を持たれ距離をおかれる中、最初から最大の理解者として主人公のファミーユ生活を支えている。あおい編ではお互いに友情から恋心へ変化する気持ちへの戸惑いが描かれるが、みつか編でも恋心を抱いている様子が描かれ、それを押し隠しつつ主人公のみつかへの恋を全力で応援する姿に田所は「健気！」と感動している。
下野 さやか（しもの さやか）
声 - 石上静香
21歳。あおいとは高校時代からの親友。現在は事情あって休学し、あおいの紹介でファミーユに入居後、キャバクラで働いている。No.1キャバ嬢として人気がある。好きな人や気心の知れた人をからかうおちゃめな一面のある一方で、根はとてもまじめで話も聞き上手であり、住人達の相談役的存在。外観は茶髪でキャバ嬢という職業柄見た目は華やかだが、私生活は非常に質素で、倹約術については他の住人から「先生」と言われるほど徹底している。
藤永 美咲（ふじなが みさき）
声 - 森沢芙美
29歳。ファミーユの家主。本職は大企業社長秘書というキャリアウーマン。各住人の背景も熟知しており、各ヒロイン編でも最大の危機では非常に頼りになる。一方で、自身はハンバーグが大好物という可愛らしい一面や、美咲が食事を作ったというだけであおいやさやかが顔色を変えるほど料理が苦手という意外な一面もある。自身の辛い経験から、「家族」に対する思い入れは強く、シェアハウスに「ファミーユ（フランス語で「家族」の意）」と名づけたのもそのため。美咲編は他の5人のヒロインの前編をクリアしないとプレイできない。